# 胶南竹
胶南竹（学名：Sinobambusa seminuda）为禾本科唐竹属下的一个种。

## 扩展阅读
- 維基物種上的相關：胶南竹